# 博伊尼察市鎮

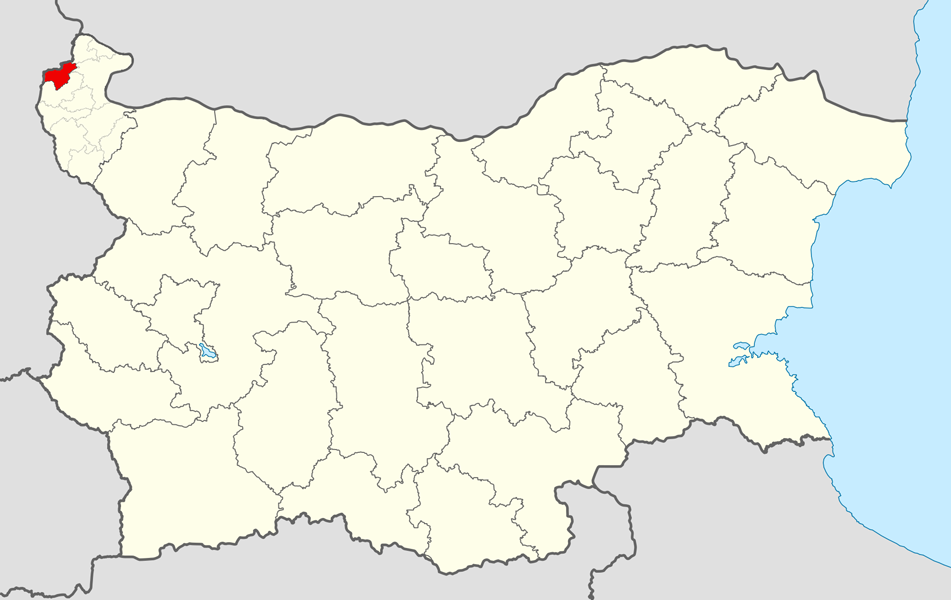

博伊尼察市，是保加利亞的城鎮，位於該國西北部，由維丁州負責管轄，首府設於博伊尼察，面積166平方公里，2009年人口1,717，人口密度每平方公里10.34人。
43°58′N 22°30′E / 43.967°N 22.500°E